# Lucile Richardot
Pour les articles homonymes, voir Richardot.
Lucile Richardot est une mezzo-soprano française née le 17 septembre 1978.

## Biographie

### Formation
Lucile Richardot commence le chant à 11 ans dans des chœurs d'enfants, aux Petits Chanteurs à la Croix de Lorraine d'Épinal.
Elle suit des études de journalisme à l'IFP et devient pigiste pour des publications médicales, avant d'abandonner la profession pour se consacrer à l'art lyrique.
Elle est formée à la Maîtrise Notre-Dame de Paris et au CRR de Paris en musique ancienne,,.

### Carrière
Elle collabore régulièrement à plusieurs ensembles de musique baroque comme Correspondances, Les Arts florissants et Pygmalion. 
En 2012, elle fonde l'ensemble Tictactus avec les théorbistes Stéphanie Petibon et Olivier Labé. 
En 2017 et 2018, elle chante plusieurs pièces sous la direction de John Eliot Gardiner : les trois opéras de Monteverdi et le Cléopâtre de Berlioz.  
En 2018 paraît Perpetual Night, son premier enregistrement solo avec l'ensemble Correspondances dirigé par Sébastien Daucé. Le disque reçoit notamment le Diapason d’or de l’année dans la catégorie « musique baroque vocale »,.
En 2025, elle est artiste lyrique de l'année aux Victoires de la musique classique. La même année, elle reçoit le prix de la personnalité musicale de l'année décerné lors des Prix du Syndicat de la critique pour la saison 2024-2025.

## Discographie
- 2018 : Perpetual Night. 17th Century Ayres and Songs avec l'ensemble Correspondances (Harmonia Mundi)[8] ; Diapason d'or de l'année[6]
- 2021 : Stabat Mater de Pergolèse avec l'Ensemble Resonanz (en) (Harmonia Mundi)
- 2021 : Berio To Sing avec la compagnie des Cris de Paris (Harmonia Mundi)
- 2022 : Matthäus-Passion de Jean-Sébastien Bach avec l'ensemble Pygmalion (Harmonia Mundi)[9]
- 2022 : The Great Venetian Mass de Vivaldi, avec les Arts florissants (Harmonia Mundi)
- 2023 : Les Heures claires. The Complete Songs, oeuvres de Nadia et Lili Boulanger (Harmonia Mundi)[10]
- 2024 : Doux silence avec Les Musiciens de Saint-Julien (Alpha)[11]
- 2024 : La Comédie Humaine : Chansons balzaciennes avec Les Lunaisiens (Alpha)
- 2025 : Mass in B Minor de Jean-Sébastien Bach avec l'ensemble Pygmalion (Harmonia Mundi)[12]
- 2025 : Northern Light. Echoes from 17th-century Scandinavia avec l'ensemble Correspondances (Harmonia Mundi) ; Diapason d'or[13]